# یواس‌اس نیکلت (ای‌جی-۹۳)
یواس‌اس نیکلت (ای‌جی-۹۳) (به انگلیسی: USS Nicollet (AG-93)) یک کشتی بود که طول آن ۳۳۸ فوت ۸ اینچ (۱۰۳٫۲۳ متر) بود. این کشتی در سال ۱۹۴۴ ساخته شد.